# Hermann Kletke
Hermann Kletke, né le 14 mars 1813 à Breslau, en royaume de Prusse et mort le 2 mai 1886 à Berlin, est un écrivain, poète et journaliste prussien.

## Biographie
Hermann Kletke est le fils d'un avocat de Breslau, bibliophile. Dès ses années de lycée, il compose de la poésie et collabore occasionnellement à des journaux de cette ville. Il fait ses études à l'Université de Breslau, où il obtient son doctorat en philosophie. À partir de 1832, il est membre du Corps Borussia Breslau zu Köln und Aachen (de). Il séjourne à Vienne, où il fréquente le cercle amical de Nikolaus Lenau. Exilé par la censure autrichienne, il s'établit à Berlin, où Eduard Hitzig l'introduit au Montagsclub (« Club du Lundi »).

### LaVossische Zeitung
Le critique musical Ludwig Rellstab recommande en 1838 Kletke au journal Vossische Zeitung. Au sein de cet important périodique de la bourgeoisie berlinoise, Kletke est d'abord rédacteur ; en 1849, en collaboration avec Otto Lindner (de), il est à l'origine de la partie politique principale. De 1867 à 1880, il est rédacteur en chef du journal. Il passera ensuite la main à Friedrich Stephany (de), tout en restant jusqu'à la veille de sa mort membre en titre de la rédaction. Au cours de ses dernières années d'activité, il se consacre surtout au supplément dominical.

### Contes multiculturels
Dans son activité d'auteur pour la jeunesse, Kletke s'est soucié avant tout de mettre à la disposition des jeunes lecteurs des versions accessibles, en prose, d'œuvres anciennes allemandes et classiques. Ses Märchen am Kamin (« Contes au coin du feu ») constituent un pendant à la collection de contes de Richard Volkmann-Leander qui connaissait alors un grand succès, Träumereien an französischen Kaminen (« Rêveries au coin de cheminées françaises »). Son recueil Märchensaal der Völker (« La Salle des contes des peuples », 1844-45) se situe dans la tradition de Johann Gottfried Herder ; tout comme son adaptation de la légende de Rübezahl (1882), il témoigne d'un attachement de Kletke à sa région d'origine, la Silésie. L'idéal de Kletke consistait en un mélange de cultures multilingues.
Andrew Lang a abondamment puisé dans les contes de Kletke, provenant de nombreux pays, pour ses Fairy Books, en particulier les Green, Yellow et Grey Fairy Books (parus de 1892 à 1900).

### Activités diverses
En tant qu'éditeur, Kletke s'est fait remarquer surtout par le Florilège religieux de poètes allemands (1839), le Livre des voyages (1852)  et le recueil d’Images de nature et de culture (1861).
Penseur libéral et journaliste influent, Kletke était un interlocuteur apprécié de nombreuses personnalités berlinoises. La publication en 1969 de sa correspondance avec Theodor Fontane, avec lequel il a eu des échanges durables, constitue un document historique significatif.

## Œuvres (en allemand)
- Gedichte (« Poèmes »), 1836
- Geistliche Blumenlese aus deutschen Dichtern (« Florilège religieux de poètes allemands », 1839
- Weihnachtslied "Am Weihnachtsbaum die Lichter brennen" (« Chant de Noël, Les lumières brûlent devant le sapin de Noël »), avant 1841 [3]
- Die Fabeln des 18. und 19. Jahrhunderts (« Les fables des 18e et 19e siècles »), 1841
- Märchensaal aller Völker (« La Salle des contes de tous les peuples »), 1844/1845
- Handbuch zur Geschichte der neueren deutschen Literatur (« Manuel d'histoire de la nouvelle littérature allemande »), 1845
- Kinderlieder (« Chansons enfantines »), 1848
- Märchen meiner Großmutter (« Contes de ma grand-mère »), 1851
- Lied und Spruch. Neue Gedichte (« Chansons et dictons. Nouveaux poèmes »), 1853
- Deutschlands Dichterinnen (« Poétesses d'Allemagne »), 1854
- Alexander von Humboldt. Reisen in Amerika und Asien. Eine Darstellung seiner wichtigsten Forschungen (« Alexander von Humboldt. Voyages en Amérique et en Asie. Une présentation de ses découvertes majeures », 1854–1856
- Ein Märchenbuch (« Un Livre de contes »), 1854
- Die drei Könige von Jerusalem (« Les Trois Rois de Jérusalem »), 1868
- Kreuz und Halbmond (« La Croix et le Croissant »), 1868
- Ein neues Märchenbuch (« Nouveau Livre de contes »), 1869
- Märchen am Kamin (« Contes au coin du feu »), 1871
- Buntes Leben, gesammelte Erzählungen für die Jugend (« La Vie de toutes les couleurs, recueil de récits pour la jeunesse »), 1878
- Die Kinderwelt in Märchen und Liedern (« Le Monde de l'enfance en contes et en chansons »), 1881
- Der neue Kinderfreund (« Le Nouvel Ami des enfants »), édité par Hermann Kletke :
  - Vol. 1. - Berlin : Duncker, 1843. Édition numérique der Bibliothèque universitaire et d'État de Düsseldorf
  - Vol. 2: Deutscher Kinderschatz. (« Trésor allemand de l'enfance ») - Berlin : Duncker, 1845. Digitalisierte Ausgabe der Bibliothèque universitaire et d'État de Düsseldorf